# Meteorologiåret 1908

## Händelser

### Maj
- 24 maj – Tornados härjar i Minnesota, USA [1].
- 30 maj – I Flekkefjord, Norge noteras norskt värmerekord för månaden med + 31,3 °C [2].

### Juni
- 5 juni - Snöfall med kvarliggande snö i norra Götaland, Sverige [3].
- 18 juni - 187,3 millimeter nederbörd faller över Härnösand, Sverige vilket innebär nytt svenskt dygnsnederbördsrekord för månaden [4].
- 27 juni – En tornado härjar i Minnesota, USA [5].

### Okänt datum
- Hydrografiska byrån bildas i Sverige [6].
- De första väderprognoserna för Färöarna görs [7].

## Födda
- 27 maj – Robert M. Losey, amerikansk meteorolog.

## Avlidna
- 4 februari – Albert Lancaster, belgisk meteorolog och bibliograf.
- 12 februari – Richard Strachey, brittisk-indisk meteorolog, officer och ingenjör.
- 24 augusti – Éleuthère Mascart, fransk fysiker och meteorolog.
- 20 december – Joseph Maria Pernter, österrikisk meteorolog.
- Okänt datum – John Eliot, brittisk meteorolog och matematiker.

### Fotnoter
1. ↑  ”Arkiverade kopian”. Arkiverad från originalet den 16 juli 2010. https://web.archive.org/web/20100716103814/http://www.climate.umn.edu/pdf/day_in_weather_history/may_wx_history.pdf. Läst 16 februari 2011.
2. ↑  MET
3. ↑  SMHI
4. ↑  SMHI Arkiverad 26 augusti 2010 hämtat från the Wayback Machine.
5. ↑  ”Arkiverade kopian”. Arkiverad från originalet den 26 juli 2010. https://web.archive.org/web/20100726102347/http://www.climate.umn.edu/pdf/day_in_weather_history/june_wx_history.pdf. Läst 16 februari 2011.
6. ↑  SMHI
7. ↑  DMI[död länk]